# Cascadia (movimento indipendentista)
Cascadia è una bioregione e un movimento bioregionale situato nella parte occidentale del Nord America, la cui istituzione è stata proposta a più riprese dall'organizzazione CascadiaNow!, e che – nelle intenzioni dei suoi ideatori – dovrebbe essere costituito dall'unione della provincia canadese della Columbia Britannica con gli Stati di Washington e Oregon negli Stati Uniti d'America. La linea di demarcazione proposta per la Cascadia coinciderebbe quasi perfettamente con il fiume Columbia, in modo tale da permettere l'inclusione di alcuni territori limitrofi attualmente appartenenti ad Idaho, Montana occidentale, Wyoming, Utah e Nevada. La collocazione della linea confinaria in corrispondenza del corso del fiume Columbia sarebbe essenziale ai fini dell'integrità territoriale della stessa Cascadia, oltre che per il rispetto del suo ecosistema naturale.